# Kantnepeta
Kantmynta (Nepeta ×faassenii) är hybrid i familjen kransblommiga växter mellan liten nepeta (N. nepetella) och bergnepeta (N. racemosa). Ibland används namnet Nepeta mussinii, men detta är ett synonymt namn till bergnepetan (N. racemosa).
Ett flertal sorter med olika karaktärer odlas som trädgårdsväxter. De är alla aromatiska, blommar länge och fungerar fint som både kant- och rabattväxt.  Växten blir 30-60 cm hög och har grågrönt bladverk. Blommorna är vanligen lavendelblå, men det förekommer sorter i vitt och rosa. Den blommar från slutet av maj till september. Skulle blomningen avta kan man klippa ner plantan så kommer nya skott med nya blomning. 
Kantnepetan vill ha sol och trivs bäst i lätt jord, gärna kalkhaltig. Hybriden förökas lättast genom delning på våren, men kan också frösås. Frösådder blir dock inte sortäkta.